# Massimiliano Carlini
Massimiliano Carlini (Terracina, 20 agosto 1986) è un calciatore italiano, centrocampista o attaccante del Valmontone.

## Carriera
Cresciuto con la maglia del Frosinone si fa notare con il Sorrento prima, che con la Cremonese poi prima di ritornare in Ciociaria. Il 31 maggio 2015, in seguito alla prima storica promozione in Serie A del club laziale, diventa cittadino onorario di Frosinone insieme al resto della squadra.
Esordisce in Serie A il 23 agosto 2015 con il Frosinone contro il Torino nella prima giornata di campionato.
Dopo essersi trasferito alla Casertana e Reggiana, nel 2018 diviene un giocatore della Juve Stabia. Il 28 gennaio 2020 viene ceduto al Catanzaro.
Il 14 luglio 2022 viene ufficializzato il suo passaggio al Monterosi. il 9 dicembre 2024 è ufficializzato il suo passaggio al Valmontone.

## Statistiche

### Presenze e reti nei club
Statistiche aggiornate al 23 maggio 2023.
| Stagione           | Squadra            | Campionato         | Campionato | Campionato | Coppe nazionali | Coppe nazionali | Coppe nazionali | Coppe continentali | Coppe continentali | Coppe continentali | Altre coppe | Altre coppe | Altre coppe | Totale | Totale | Totale |
| Stagione           | Squadra            | Comp               | Pres       | Reti       | Comp            | Pres            | Reti            | Comp               | Pres               | Reti               | Comp        | Pres        | Reti        | Pres   | Reti   |        |
| ------------------ | ------------------ | ------------------ | ---------- | ---------- | --------------- | --------------- | --------------- | ------------------ | ------------------ | ------------------ | ----------- | ----------- | ----------- | ------ | ------ | ------ |
| 2004-2005          | Isola Liri         | D                  | 31         | 7          | CI-D            | 0               | 0               | -                  | -                  | -                  | -           | -           | -           | 31     | 7      |        |
| 2005-2006          | Frosinone          | C1                 | 18         | 0          | CI+CI-C         | 0               | 0               | -                  | -                  | -                  | -           | -           | -           | 18     | 0      |        |
| 2006-2007          | Sambenedettese     | C1                 | 29         | 7          | CI-C            | 0               | 0               | -                  | -                  | -                  | -           | -           | -           | 29     | 7      |        |
| 2007-2008          | Frosinone          | B                  | 6          | 0          | CI              | 0               | 0               | -                  | -                  | -                  | -           | -           | -           | 6      | 0      |        |
| 2008-2009          | Lecco              | 1D                 | 28+2       | 9          | CI-LP           | 0               | 0               | -                  | -                  | -                  | -           | -           | -           | 30     | 9      |        |
| 2009-gen. 2010     | Frosinone          | B                  | 0          | 0          | CI              | 0               | 0               | -                  | -                  | -                  | -           | -           | -           | 0      | 0      |        |
| gen.-giu. 2010     | Sorrento           | 1D                 | 15         | 6          | CI-LP           | -               | -               | -                  | -                  | -                  | -           | -           | -           | 15     | 6      |        |
| 2010-2011          | Sorrento           | 1D                 | 27+2       | 5          | CI+CI-LP        | 1+1             | 0               | -                  | -                  | -                  | -           | -           | -           | 31     | 5      |        |
| 2011-2012          | Sorrento           | 1D                 | 31+2       | 2+1        | CI+CI-LP        | 2+1             | 1+0             | -                  | -                  | -                  | -           | -           | -           | 36     | 4      |        |
| Totale Sorrento    | Totale Sorrento    | Totale Sorrento    | 73+4       | 13+1       |                 | 5               | 1               |                    | -                  | -                  |             | -           | -           | 82     | 15     |        |
| 2012-2013          | Cremonese          | 1D                 | 28         | 10         | CI+CI-LP        | 1+4             | 0               | -                  | -                  | -                  | -           | -           | -           | 33     | 10     |        |
| 2013-gen. 2014     | Cremonese          | 1D                 | 14         | 1          | CI+CI-LP        | 2+2             | 1+0             | -                  | -                  | -                  | -           | -           | -           | 18     | 2      |        |
| Totale Cremonese   | Totale Cremonese   | Totale Cremonese   | 42         | 11         |                 | 9               | 1               |                    | -                  | -                  |             | -           | -           | 51     | 12     |        |
| gen.-giu. 2014     | Frosinone          | 1D                 | 9+3        | 1+1        | CI+CI-LP        | -               | -               | -                  | -                  | -                  | -           | -           | -           | 12     | 2      |        |
| 2014-2015          | Frosinone          | B                  | 28         | 3          | CI              | 1               | 0               | -                  | -                  | -                  | -           | -           | -           | 29     | 3      |        |
| 2015-2016          | Frosinone          | A                  | 14         | 0          | CI              | 1               | 0               | -                  | -                  | -                  | -           | -           | -           | 15     | 0      |        |
| Totale Frosinone   | Totale Frosinone   | Totale Frosinone   | 75+3       | 4+1        |                 | 2               | 0               |                    | -                  | -                  |             | -           | -           | 80     | 5      |        |
| 2016-gen. 2017     | Casertana          | LP                 | 19         | 5          | CI+CI-LP        | 0               | 0               | -                  | -                  | -                  | -           | -           | -           | 19     | 5      |        |
| gen.-giu. 2017     | Reggiana           | LP                 | 14+6       | 1+1        | CI+CI-LP        | -               | -               | -                  | -                  | -                  | -           | -           | -           | 20     | 2      |        |
| 2017-2018          | Reggiana           | C                  | 31+5       | 1          | CI+CI-C         | 1+0             | 0               | -                  | -                  | -                  | -           | -           | -           | 37     | 1      |        |
| Totale Reggiana    | Totale Reggiana    | Totale Reggiana    | 45+11      | 2+1        |                 | 1               | 0               |                    | -                  | -                  |             | -           | -           | 57     | 3      |        |
| 2018-2019          | Juve Stabia        | C                  | 33         | 10         | CI+CI-C         | 1+0             | 0               | -                  | -                  | -                  | SC          | 0           | 0           | 34     | 10     |        |
| 2019-gen. 2020     | Juve Stabia        | B                  | 11         | 0          | CI              | 1               | 1               | -                  | -                  | -                  | -           | -           | -           | 12     | 1      |        |
| Totale Juve Stabia | Totale Juve Stabia | Totale Juve Stabia | 44         | 10         |                 | 2               | 1               |                    | -                  | -                  |             | 0           | 0           | 46     | 11     |        |
| gen.-giu. 2020     | Catanzaro          | C                  | 7+2        | 0          | CI+CI-C         | -               | -               | -                  | -                  | -                  | -           | -           | -           | 9      | 0      |        |
| 2020-2021          | Catanzaro          | C                  | 32+2       | 8+1        | CI              | 3               | 1               | -                  | -                  | -                  | -           | -           | -           | 37     | 10     |        |
| 2021-2022          | Catanzaro          | C                  | 34+4       | 6          | CI+CI-C         | 2+1             | 1+0             | -                  | -                  | -                  | -           | -           | -           | 41     | 7      |        |
| Totale Catanzaro   | Totale Catanzaro   | Totale Catanzaro   | 73+8       | 14+1       |                 | 6               | 2               |                    | -                  | -                  |             | -           | -           | 87     | 17     |        |
| 2022-2023          | Monterosi Tuscia   | C                  | 29         | 5          | CI-C            | 0               | 0               | -                  | -                  | -                  | -           | -           | -           | 29     | 5      |        |
| Totale carriera    | Totale carriera    | Totale carriera    | 516        | 91         |                 | 25              | 5               |                    | -                  | -                  |             | 0           | 0           | 541    | 96     |        |

## Palmarès

### Club

#### Competizioni nazionali
- Serie C: 1

Juve Stabia: 2018-2019 (girone C)

#### Competizioni regionali
- Coppa Italia Dilettanti Lazio: 1

Terracina: 2023-2024
- Eccellenza: 2

Terracina: 2023-2024 (girone B)
Valmontone: 2024-2025 (girone A)